# Вельо, Антонио Мария
Антонио Мария Вельо (итал. Antonio Maria Vegliò; род. 3 февраля 1938, Мачерата-Фельтрия (итальянская область Марке), королевство Италия) — итальянский куриальный кардинал, ватиканский дипломат и сановник. Титулярный архиепископ Эклано с 27 июля 1985 по 18 февраля 2012. Апостольский пронунций в Папуа — Новой Гвинее и на Соломоновых Островах с 27 июля 1985 по 21 октября 1989. Апостольский пронунций в Сенегале, Гвинее-Бисау, Кабо-Верде и Мали с 21 октября 1989 по 2 октября 1997. Апостольский нунций в Ливане с 2 октября 1997 по 11 апреля 2001. Апостольский нунций в Кувейте с 2 октября 1997 по 13 декабря 1999. Секретарь Конгрегации по делам восточных церквей с 11 апреля 2001 по 28 февраля 2009. Председатель Папского Совета по Пастырскому попечению о мигрантах и странствующих с 28 февраля 2009 по 31 декабря 2016. Кардинал-дьякон с титулярной диаконией Сан-Чезарео-ин-Палатио с 18 февраля 2012 по 4 марта 2022. Кардинал-священник с титулярной диаконией pro hac vice Сан-Чезарео-ин-Палатио с 4 марта 2022.

## Биография
Был рукоположён во священника 18 марта 1962 года, в Пезаро. Рукоположение совершил епископ Пезаро Луиджи Карло Борромео. Изучал каноническое право.
В 1968 году поступил на дипломатическую службу Святого Престола, служил в представительствах Святого Престола в Великобритании, Перу, на Филиппинах, в Сенегале.
6 октября 1985 года хиротонисан в титулярного архиепископа Экланумского и назначен апостольский пронунцием в Папуа — Новой Гвинее и на Соломоновых Островах. 21 октября 1989 года назначен пронунцием в Сенегале, Мали, Кабо-Верде и Гвинее-Бисау, в декабре 1994 года был возведен в ранг нунция, а 2 октября 1997 года назначен апостольским нунцием в Ливане и Кувейте. 13 декабря 1999 года покинул пост нунция в Ливане.
11 апреля 2001 года архиепископ Вельо был назначен секретарём Конгрегации по делам восточных церквей. А 28 февраля 2009 года стал председателем Папского Совета по Пастырскому попечению о мигрантах и странствующих. Это назначение, возможно, в будущем поможет ему быть возведенным в кардинальское достоинство.
6 января 2012 года было объявлено, что Папа римский Бенедикт XVI возведёт Антонио Вельо в сан кардинала на консистории 18 февраля 2012 года.
18 февраля 2012 года, в соборе Святого Петра состоялась консистория, на которой Антонио Мария Вельо был возведён в сан кардинал-дьякона с титулярной диаконией Сан-Чезарео-ин-Палатио. На нового Князя Церкви была возложена кардинальская шапка и вручён кардинальский перстень.
Участник Конклава 2013 года.
4 марта 2022 года возведён в сан кардинала-священника с титулярной диаконией pro hac vice Сан-Чезарео-ин-Палатио

## Взгляды

### Права мигрантов
В августе 2009 года он выразил сожаление по поводу гибели более чем 70 эритрейцев, которые пытались достичь Италии в лодке, и неявно подверг критике новую жесткую иммиграционную политику правительства Берлускони.

### Швейцарский запрет на минареты
Вельо заявил, что всенародное голосование, состоявшееся в Швейцарии против строительства дополнительных минаретов, было тяжелым ударом для свободы вероисповедания и интеграции в этой стране. Его коллега Агостино Маркетто выразили несколько иную точку зрения, утверждая, что швейцарское голосование не компромисс религиозных свободы.